# Sorex coronatus
Sorex coronatus là một loài động vật có vú trong họ Chuột chù, bộ Soricomorpha. Loài này được Millet mô tả năm 1828.

## Hình ảnh

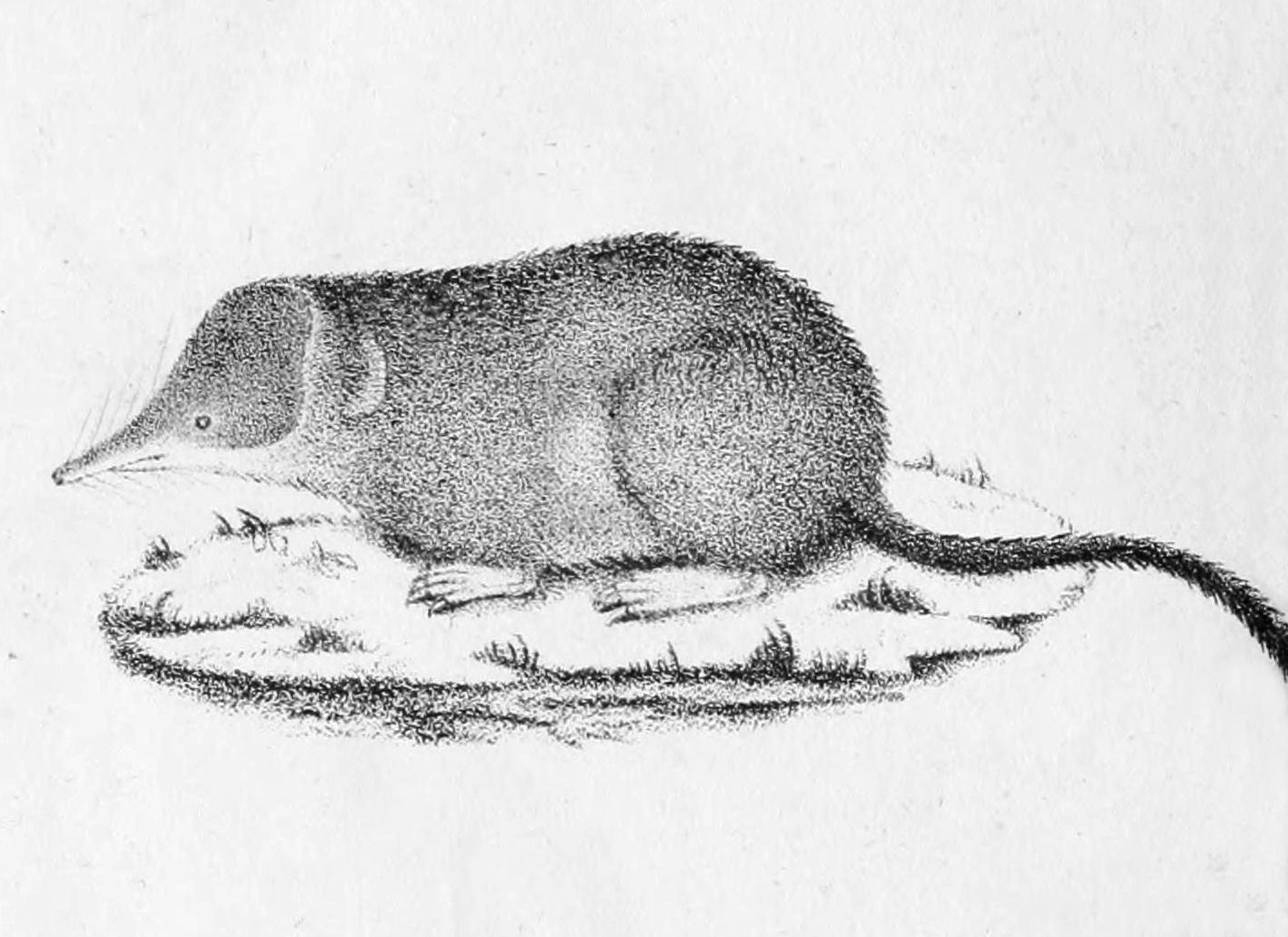
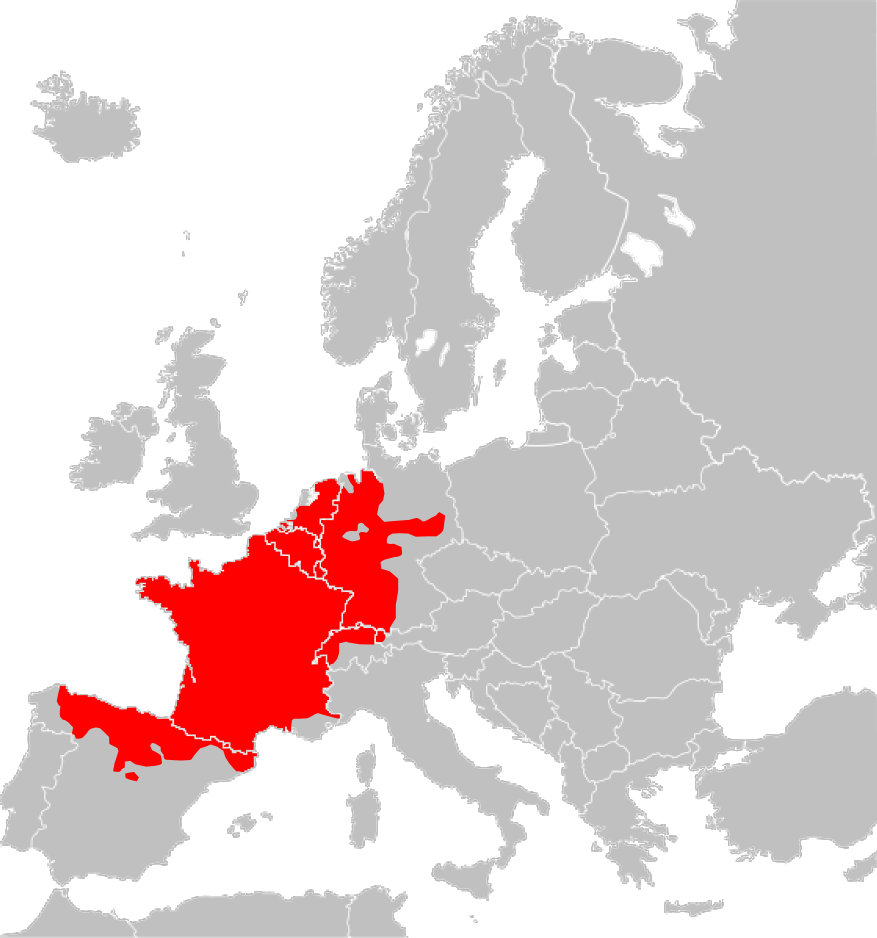